# Un gato en París
Une vie de chat (Un gato en París) es un largometraje de animación franco-belga dirigida por Alain Gagnol y Jean-Loup Felicioli, producido por el estudio Folimage y estrenado en Francia el 15 de diciembre de 2010. Es un cuento policíaco representado a través de animación bidimensional tradicional.

## Sinopsis
Un gato llamado Dino lleva una doble vida secreta: durante el día, pasa el tiempo con Zoé, la hija de Jeanne, una detective de la policía. Por la noche, acompaña a un ladrón, Nico, por las calles de París. Mientras Jeanne investiga los robos nocturnos, otro matón, Víctor Costa, secuestra a Zoé.

## Reparto (voces)
| Elenco                                | Voces Latinoamericana · México            | Voces Francesa Francia                               |
| ------------------------------------- | ----------------------------------------- | ---------------------------------------------------- |
| Jeanne, Madre de Zoé                  | Ana Serradilla                            | Dominique Blanc                                      |
| Nico, un Ladrón                       | Ramiro Fumazoni                           | Bruno Salomone                                       |
| Victor Costa                          | Eduardo España                            | Jean Benguigui                                       |
| Claudine, la niñera de Zoé            | Erica Edwards                             | Bernadette Lafont                                    |
| Lucas, el inspector de policía        | Guido Kaczka                              | Bernard Bouillon                                     |
| Monsieur Bébé, un matón del grupo     | Cesar Bono                                | Jacques Ramade                                       |
| un matón del grupo.                   | Koke Corona Alberto Guerra Humberto Vélez | Patrick Descamps Patrick Ridremont Jean-Pierre Yvars |
| Zoé, la hija de Jeanne; tiene 7 años. | Liliana Barbara                           | Oriane Zani                                          |

## Producción
El presupuesto para el largometraje fue de aproximadamente 4 millones de euros. Una parte del largometraje se animó en los estudios L'Enclume y Suivez mon regard, en Bélgica.

## Primeras críticas

### En Francia
El largometraje recibió críticas favorables por parte de la prensa.
Entre las críticas más favorables, el diario Le Parisien, que le dio la puntuación máxima, menciona que observa una combinación de géneros exitosa, mezclando la aventura humorística para niños y un thriller realista con referencias a los clásicos del género (Goodfellas de Martin Scorsese, los diálogos al estilo de Michel Audiard), y juzga como exitoso el universo gráfico de la película. En Le Monde, Isabelle Régnier considera que en términos gráficos y de animación el largometraje «golpea por su flexibilidad grácil, la vivacidad felina de sus dibujos, la armonía entre la música y los colores», mientras que el guion «sorprende por la manera en la que, apenas en una hora y diez minutos, condensa una intriga abigarrada de novela y una crónica social conmovedora». Ella también aprecia el «humor estudiantil» de las voces de los personajes y de los gags (efectos cómicos inesperados). Le Figaroscope dio a la película la nota máxima y habla de un «bello éxito». En L'Humanité, Jean Roy está particularmente convencido por los gráficos, las voces y la música. En Cahiers du cinéma, Thierry Méranger firma una crítica favorable donde juzga el 2D como «muy acertado». La revista de cine Positif juzga la película como «bien controlada de cabo a rabo a pesar del uso de medios modestos» y ve en ella la promesa de otras bellas producciones.
Entre las críticas de media-tinta, François-Guillaume Lorrain, en Le Point, firma una crítica globalmente favorable donde aprecia el hecho de que «gracias a “Un gato en París”, los niños van a poder ser introducidos sin dolor en los encantos de la novela», gracias al guion «bien logrado» y a la música «notable». No obstante, indica que «la animación del estudio francés Folimages puede parecer muy clásica con relación a los gigantes americanos», pero juzga en definitiva que «justamente este estilo se presta bien al clasicismo del género». En Le Journal du dimanche, Stéphanie Belpêche ve en la intriga cautivante, así como en la atmósfera y la música exuberante, los puntos fuertes de la película, aunque según ella «la trama sea bastante clásica», y no está convencida por «los gráficos minimalistas en 2D». Al contrario, en la revista de cine Première, Christophe Narbonne, que da a la película dos estrellas de cuatro, no está convencido por el guion, que considera «poco interesante», y las relaciones entre Jeanne y Zoé (la madre y la hija) le parecen artificiales y sin sorpresa, pero considera en cambio que la película es «un éxito completo», «con sus caras al estilo Modigliani, sus cuerpos tipo Botero y sus colores inspirados en Matisse»; lo relaciona con la ambición visual de otra película del mismo estudio, el cortometraje El Niño con el Cascabel de Jacques-Rémy Girerd. Se dio la misma opinión en L'Express, donde Eric Liboit ve en Un gato en París «una historia policíaca animada al hermoso grafismo pero al guion un poco común».

### Alrededor del mundo
En Bélgica, el periódico Les Échos dio una crítica en media-tinta del film, que, «aunque marcado por algunas innovaciones agradables, [...] sin embargo, presenta algunos pasajes aburridos».
En Estados Unidos, durante la proyección de la película en Nueva York durante el New York International Children’s Film Festival, el New York Times hizo una crítica elogiosa, estimando que el largometraje constituye uno de los momentos fuertes del festival. Mike Hale lo considera maravillosamente dibujado y lo relaciona, por su guion, a las películas de suspenso de Alfred Hitchcock o de Roman Polanski: «Es el caso del filme de Alain Gagnol y Jean-Loup Felicioli, Un gato en París; una hermosa presentación dibujada a mano que es uno de los momentos fuertes de este festival. Un lío entre un gato, un ladrón y una niña cuya madre es una policía obsesionada con la venganza; parece una versión animada para niños de un thriller de Alfred Hitchcock o de Roman Polanski, desarrollada en los techos de París. Un gato en París, recomendada para mayores de 6 años, es simultáneamente más infantil -en su narrativa sencilla y la falta de bromas populares para adultos- y más angustiante que sus contrapartes estadounidenses de mayor presupuesto. Sin ser muy aterradora, proyecta un sentido de peligro emocional y físico que es más atractivo que las emociones exageradas de las películas domésticas».
Time Out Chicago Kids dio a la película cuatro de cinco estrellas, describiendo como «este cartoon noir destila Hitchcook durante 64 energéticos minutos para estudiantes de secundaria en adelante»; la reseña añade que la película «anuncia su estilo retro-visual con un título secuencial que corre a través de la pantalla, explotando la dinámica influencia de Saul Bass». También notó que, a pesar de su título en países de habla inglesa, «su título francés, Une Vie de Chat, se traduce como Una vida de gato».

## Recaudación
En su lanzamiento en Francia, el film vendió 100.469 boletos en la primera semana, 71.039 en la segunda semana y 58.003 en la tercera, lo que da un total de 229.511 boletos vendidos en las primeras tres semanas de su lanzamiento.

## Premios y nominaciones
El film fue finalista para dos premios en 2011: Mejor película de animación por los Premios César y Película Europea Animada del Año en Premios del Cine Europeo. El mismo año, estuvo en la selección oficial de dos importantes festivales: el Festival Internacional de Cine de Berlín en 2011 y el Festival Internacional de Cine de Animación de Annecy.
Al inicio del 2012, Une vie de chat fue uno de los finalistas al Oscar por Mejor Película de Animación en 2012 durante la 84° ceremonia de los Premios Oscar.